# Jhon Zea
Jhon Zea (Carepa, Antioquia, Colombia; 2 de noviembre de 1983) es un exfutbolista colombiano que jugaba de defensa.

## Clubes
| Club             | País      | Año         |
| ---------------- | --------- | ----------- |
| Envigado F. C.   | Colombia  | 2004 - 2005 |
| Bello F. C.      | Colombia  | 2006        |
| Envigado F. C.   | Colombia  | 2007 - 2008 |
| Itagüí Ditaires  | Colombia  | 2009        |
| Atlético Huila   | Colombia  | 2013        |
| Deportivo Pasto  | Colombia  | 2014        |
| Envigado F. C.   | Colombia  | 2015        |
| Valledupar F. C. | Colombia  | 2016        |
| Rionegro Águilas | Colombia  | 2016        |
| Angostura FC     | Venezuela | 2017        |

## Palmarés

### Campeonatos nacionales
| Título    | Club            | País     | Año  |
| --------- | --------------- | -------- | ---- |
| Primera B | Itagüí Ditaires | Colombia | 2010 |